# Andrea Morosini
Andrea Morosini (Venezia, 1558 – 1618) è stato uno storico italiano della Repubblica di Venezia.

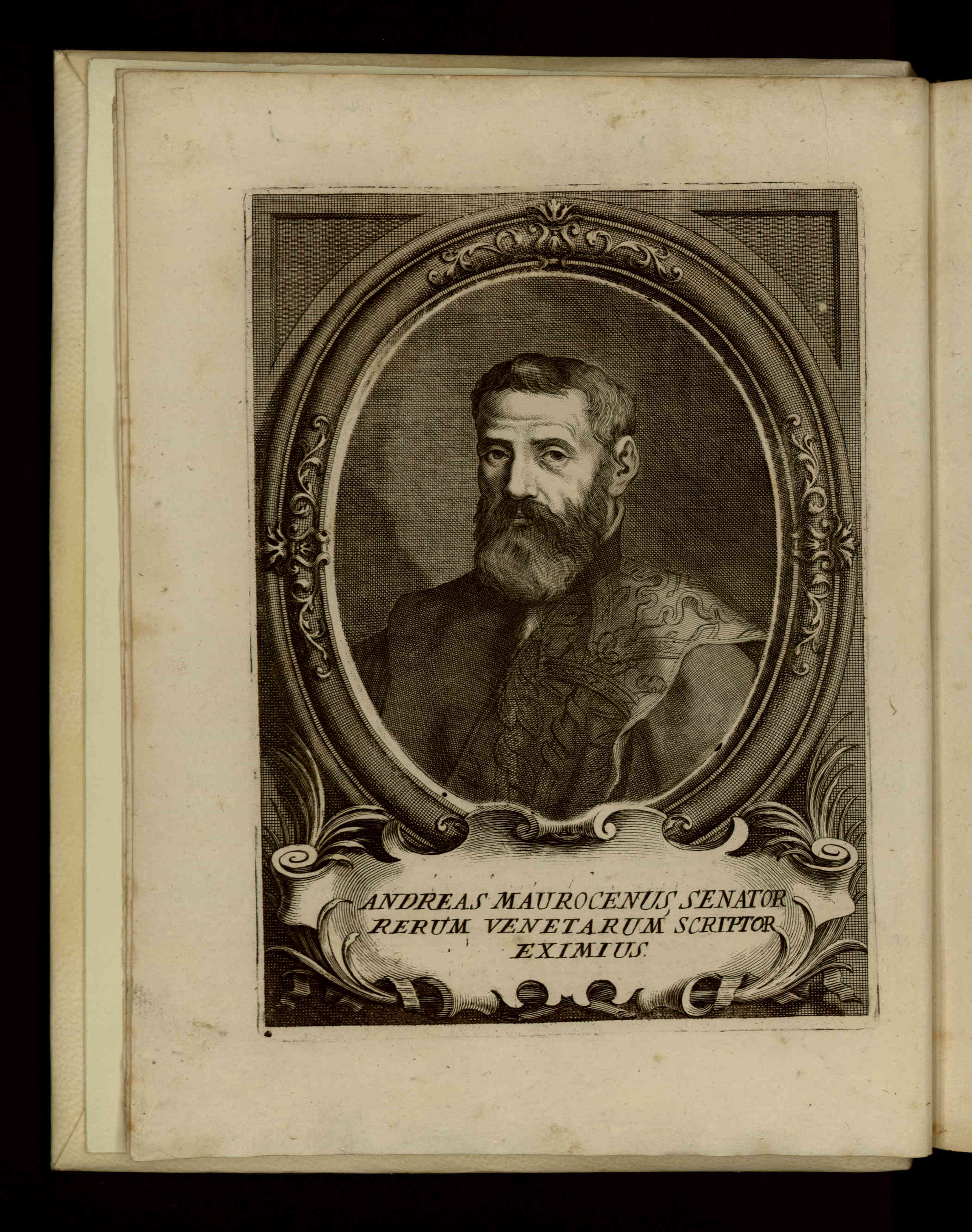
Tomo quinto, che comprende i sei primi libri dell'Istorie veneziane, 1719

Morosini scrisse alcuni volumi della storia della Repubblica Veneta, stampati poi fra il 1718 e il 1722. Suoi predecessori furono Marcantonio Sabellico (1436–1506), Pietro Bembo (1470–1547) e Paolo Paruta (1540–1598). I suoi successori come storici ufficiali della Repubblica furono Gian Battista Nani (1616–1678), Pietro Garzoni (1645–1735) e Michele Foscarini (1632-1692).
Nel 1623 due volumi furono stampati dal fratello. Nel 1782 il senatore Girolamo Molin li tradusse dal latino in italiano e stampò in edizione in tre volumi con Zanatta a Venezia.

## Opere
- Andrea Morosini, Historia veneta. 5, Domenico Lovisa, 1719.

- Andrea Morosini, Historia veneta. 6, Domenico Lovisa, 1719.

- Andrea Morosini, Historia veneta. 7, Domenico Lovisa, 1720.